# Китайсько-голландська війна 1661 року
Китайсько - голландська війна 1661 року ( Chinese  ), також відома як «Герой Чжен Ченгун » є китайським історичним  драматичним фільмом 2001 року режисера Ву Цзініу у головних ролях Вінсентом Чжао, Цзян Циньцінем, Ду Чжиго, Йоко Сімадою, Сюй Мін і Чжан Шанем. Фільм розвідає про життя Косінги (Чжен Ченгун) і зосереджується на його битві з голландською Ост-Індською компанією за контроль над Тайванем під час облоги форту Зеландія. Фільм  був випущений у 2002 році в Японії під назвою Kokusenya Kassen ( кит.: : 國姓爺合戰). ).

## Сюжет
У середині 17 століття більша частина Китаю була завойована  маньчжурсько-керованою династією Цин після краху династії Мін. Рештки Мін втекли на південь і заснували  режим Південних Мін у провінції Фуцзянь, з імператор Лунву як символічним монархом. Армії Цін наближаються до Фуцзянь та південних територій, що контролюються Мін.
Чжен Сень є сином Чжен Чжілуння, колишнього пірата, який став генералом Мін. Почувши про сильне відчуття вірності Чжен Сеня, імператор Лунву настільки вражений ним, що надає йому імперське прізвище Чжу та нове особисте ім’я Ченгун (дослівно «успіх»). З того часу Чжен Сень відомий як Хранитель імперського імені (транслітеровано  « Koxinga ») або Чжен Ченгун. У той час Тайвань колонізувала Голландська Східно-Індська компанія протягом понад трьох десятиліть, і багато людей підписали петицію з проханням до Чжен Ченгуна допомогти їм повернути  Тайвань від голландців.
Чжен Чжілун переходить на бік династії Цин після того, як зроумів, що Південних Мін він немає майбутнього. Незважаючи на зраду свого батька, Чжен Ченгун залишається вірним імператору Лунву і продовжує чинити опір загарбникам з Цін навіть після падіння династії Південних Мін. Він планує відступити на Тайвань і створити там нову базу для підготовки до повернення контролю над материковим Китаєм від династії Цін.
У 1661 році флот Чжен Ченгуна вирушає з Сяменя для атаки на голландців на Тайвані. Через дев'ять місяців він перемагає голландців під час облоги форту Зеландія, змушуючи їх здатися і відмовитися від контролю над Тайванем на його користь.
Мова фільму
Тайванський мандарин, який часто називають Гуоюй (китайська: 國語; піньїнь: Guóyǔ; букв. 'національна мова') або Хуаюй (華語; Huáyǔ; 'мандаринська мова'), це різновид мандаринської китайської мови, яку говорять на Тайвані. Більшість населення Тайваню володіє мандаринською мовою, хоча багато хто також говорить на одній з діалектних груп міньської китайської мови, відомій як тайванський хоккіен, який зазвичай називають Міньнаньюй (китайська: 閩南語; піньїнь: Mǐnnányǔ; Pe̍h-ōe-jī: Bân-lâm-gú), Південний Мінь або Хоккі. Ця мова мала значний вплив на мандаринську, якою говорять на острові.

## Авторський склад
- Вінсент Чжао в ролі Чжен Ченгун
- Цзян Циньцинь у ролі Сюе Лян
- Ду Чжігуо в ролі Чжен Чжилун
- Йоко Сімада в ролі Тагави Мацу
- Сюй Мін в ролі імператора Лунву
- Чжан Шань у ролі Лі Вей
- Олександр де Цвагер у ролі голландського губернатора
- Цзян Гоінь
- Ван Лін
- Сюй Юаньці

## Кастинг
Режисер Ву Цзінью спочатку мав на увазі Тоні Люна для ролі Чжен Ченгуна, перш ніж Вінсент Чжао отримав цю роль.[1]

## Дивіться також
- Список робіт про Голландську Ост-Індську компанію
- Лорд Формози

## Рекомендація
"吴子牛透露赵文卓辞演《笑傲江湖》内幕". Sina. 11 травня 2000. Отримано 24 липня 2014.

## Зовнішні посилання
- Китайсько-голландська війна 1661 року на сайті IMDb (англ.)
- The Sino-Dutch War 1661 at the Hong Kong Movie DataBase

1. 1 2 3  Person Profile // Internet Movie Database — 1990.